# Lycaena obsoletacaeruleopunctata
Lycaena obsoletacaeruleopunctata är en fjärilsart som beskrevs av Tutt 1906. Lycaena obsoletacaeruleopunctata ingår i släktet Lycaena och familjen juvelvingar. Inga underarter finns listade i Catalogue of Life.